# Stația de metrou Széchenyi fürdő (Budapesta)
Széchenyi fürdő este o stație de metrou situată pe magistrala M1 (Millennium) din Budapesta. Cu toate acestea, în 1973 a devenit operațională noua stație de metrou, care a dus la închiderea celei precedente, situate la suprafață. Până în 1973 Széchenyi fürdő a fost punctul terminus de nord a liniei M1, înaintea extinderii liniei și deschiderii stației Mexikói út.
Numele stației provine de la băile termale cu același nume, situate la câțiva pași. Acestea au fost la rândul lor numite după politicianul și scriitorul maghiar István Széchenyi.
O altă stație, Állatkert, a existat intre Hősök tere și Széchenyi fürdő, în perioada 1896-1973.

## Timpi de parcurs
| Linia | Stația          | Timpul de parcurs |
| M1    | Vörösmarty tér  | 9 min             |
| M1    | Deák Ferenc tér | 8 min             |
| M1    | Mexikói út      | 2 min             |